# فهد المنیف
فهد المنیف (انگلیسی: Fahad Al-Munaif؛ زادهٔ ۲۵ نوامبر ۱۹۸۹) یک ورزشکار اهل عربستان سعودی است.
از باشگاه‌هایی که در آن بازی کرده‌است می‌توان به باشگاه فوتبال الفیصلی عربستان سعودی، باشگاه فوتبال النصر عربستان سعودی، باشگاه فوتبال الشباب عربستان سعودی، باشگاه فوتبال الشعله عربستان سعودی، و باشگاه فوتبال الشعله عربستان سعودی، اشاره کرد.